# 透明な桜
透明な桜（とうめいなさくら）は、声優の落合祐里香が出した10thマキシシングルである。12ヶ月連続CDリリースの第10弾。品番はYZAE-5012。

## 収録曲
1. 透明な桜
  - 作詞：落合祐里香、作曲・編曲：広谷順子
2. aoi tori
  - 作詞：落合祐里香、作曲・編曲：川本盛文
3. 透明な桜（inst）
4. aoi tori（inst）